# أوغستماتورن
أوغستماتورن (بالإنجليزية: Augstmatthorn)‏ هو أحد جبال سلسلة جبال الألب إيمينتال وجزء من القمة الأم برينزير روثورن يقع في كانتون برن، سويسرا. يبلغ ارتفاع الجبل حوالي 2137 متر، بينما يبلغ ارتفاع نتوء الجبل 272 متر.